# Вісім берек (заповідне урочище)
Ві́сім бере́к — заповідне урочище в Україні. Розташоване в межах Глибоцького району Чернівецької області, на схід від центральної частини села Валя Кузьмина. 
Площа 7,7 га. Статус присвоєно згідно з рішенням облвиконкому від 30.05.1979 року № 198. Перебуває у віданні ДП «Чернівецький лісгосп» (Кузьмінське лісництво, кв. 1, вид. 9). 
Статус присвоєно для збереження частини лісового масиву (переважно бук), в якому зростає 8 дерев береки лікарської віком 120 років.